# سیارک ۵۹۶۶
سیارک ۵۹۶۶ (به انگلیسی: 5966 Tomeko، نامگذاری:1990VS6) پنج هزار و نهصد و شصت و ششمین سیارک کشف شده‌است که در ۱۵ نوامبر ۱۹۹۰ کشف شد.
قدر مطلق سیارک برابر ۱۲٫۵۰ است.